# Tramadol
Tramadol é um opioide que é usado principalmente como analgésico de ação central que alivia a dor atuando sobre células nervosas específicas da medula espinhal e do cérebro. O tramadol se combina com os receptores opioides do cérebro e bloqueia a transmissão de estímulos de dor. É indicado para o tratamento de dores de intensidade moderada a severa.
O tramadol é amplamente aceito no tratamento de pacientes com dor aguda intensa, como a dor pós-operatória, dor pós-traumática e lombalgia, bem como dor crônica moderada a severa em casos de neuropatia, osteoartrose, e dor moderada em idosos que não podem ser tratados com analgésicos não esteroides, além de ser utilizado em pacientes com dor oncológica e fibromialgia. 
No entanto, ao contrário do que é recomendado, em alguns países o tramadol é frequentemente usado isoladamente, em vez de ser parte de uma abordagem terapêutica mais ampla para uma analgesia eficaz. Sua aceitação se deve a vários fatores, como menor incidência de depressão respiratória, menor risco de dependência e vício, e um efeito imunossupressor menos pronunciado em comparação com outros opioides. Além disso, o tramadol é fácil de ajustar a dose e está disponível em várias formulações, o que facilita seu acesso.

## Mecanismo de ação
O mecanismo de ação do fármaco ainda não é muito conhecido. O que se sabe é que a substância tramadol pode ligar-se ao receptor µ-opioide, agindo como um agonista desse receptor. Parece inibir, também, a recaptação neuronal de noradrenalina e serotonina. Esses dois mecanismos de ação seriam, então, responsáveis por promoverem o efeito de analgesia.

## Interações medicamentosas
O cloridrato de tramadol pode ter seu efeito analgésico diminuído ou potencializado, como também sofrer alterações em seu tempo de ação, pela via de administração utilizada ou, ainda, quando consumido em conjunto com outras substâncias, como:
- Carbamazepina (anticonvulsivante);
- Ondansetrona (antiemético)
- Álcool[6]

Substâncias com ação depressora sobre o SNC, como as benzodiazepinas (por exemplo diazepam, clonazepam, lorazepam etc), analgésicos opiáceos (morfina; codeína) e álcool, podem ter seus efeitos potencializados pelo tramadol.
Deve-se evitar a administração concomitante com outros fármacos que também inibem a recaptação de noradrenalina e serotonina (como no caso de antidepressivos tricíclicos e ISRS) devido ao aumento do risco de convulsões e ocorrência de síndrome da serotonina.
Não deve ser administrado com inibidores da MAO.